# Andelot-Blancheville
Pour les articles homonymes, voir Andelot.
Andelot-Blancheville est une commune française située dans le département de la Haute-Marne, en région Grand Est.

### Localisation

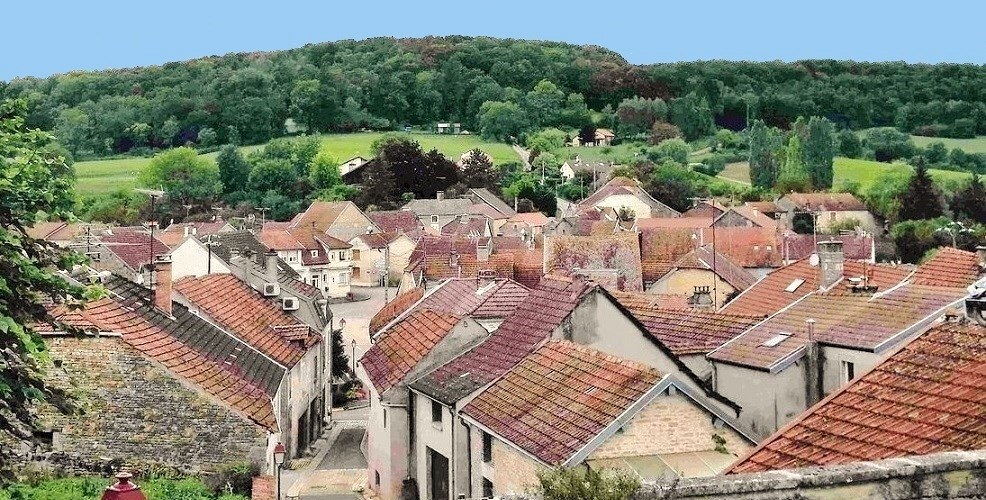
Vue générale d'Andelot

## Géographie

### Hydrographie
La commune est dans la région hydrographique « la Seine de sa source au confluent de l'Oise (exclu) » au sein du bassin Seine-Normandie. Elle est drainée par le Rognon, la Sueurre, le Dardignan et divers autres petits cours d'eau,.
Le Rognon, d'une longueur de 73 km, prend sa source dans la commune de Is-en-Bassigny et se jette  dans le canal de la Marne à la Saône à Mussey-sur-Marne, après avoir traversé 17 communes. Les caractéristiques hydrologiques du Rognon sont données par la station hydrologique située sur la commune d'Andelot-Blancheville. Le débit moyen mensuel est de 1,98 m3/s. Le débit moyen journalier maximum est de 29,9 m3/s, atteint lors de la crue du 30 décembre 2001. Le débit instantané maximal est quant à lui de 36,2 m3/s, atteint le 29 décembre 2001.
La Sueurre, d'une longueur de 29 km, prend sa source dans la commune de Longchamp et se jette  dans le Rognon à Vignes-la-Côte, après avoir traversé huit communes.

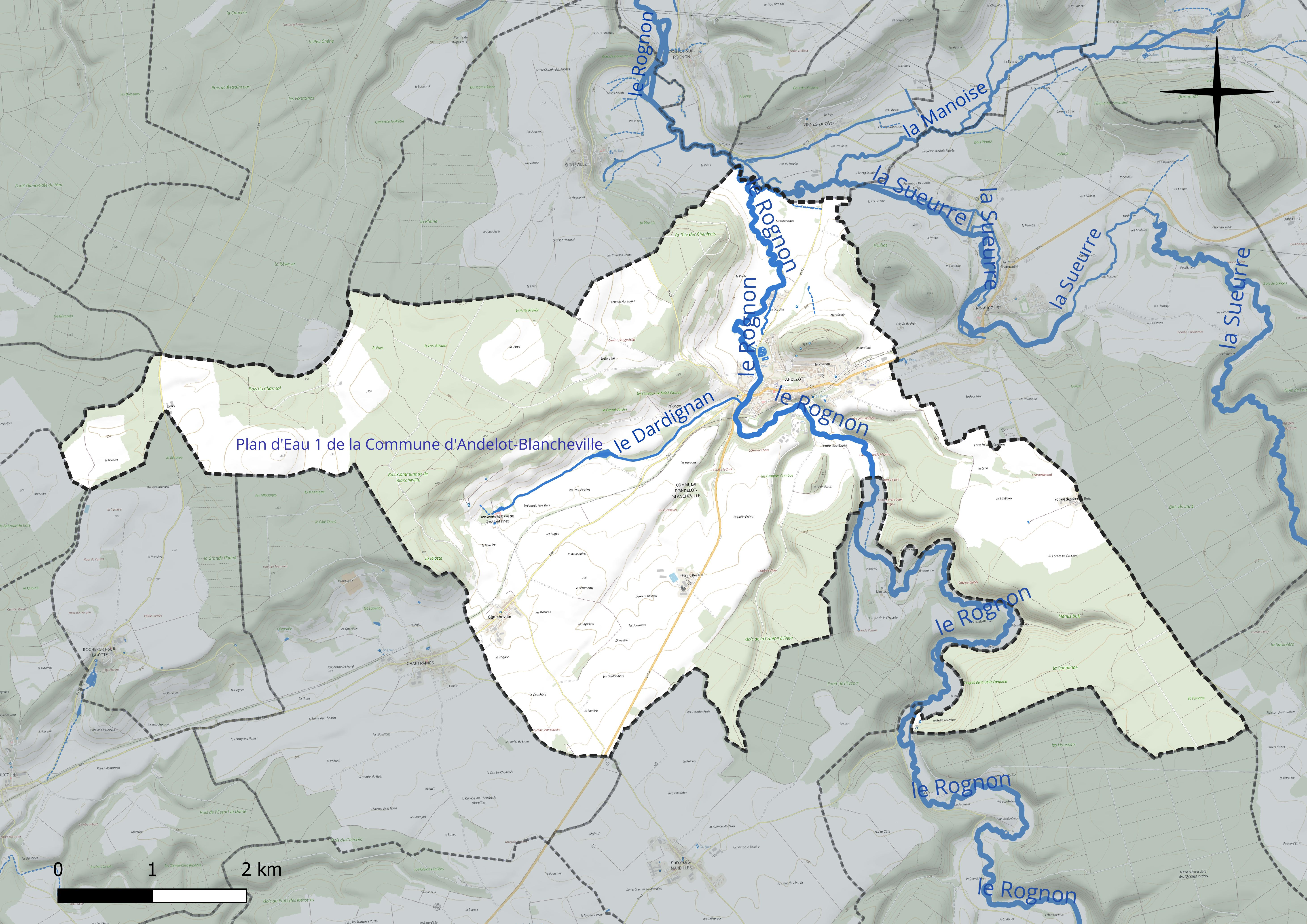
Réseau hydrographique d'Andelot-Blancheville.

Un plan d'eau complète le réseau hydrographique : le plan d'eau 1 de la commune d'Andelot-Blancheville (1,1 ha),.

### Climat
Pour des articles plus généraux, voir Climat du Grand Est et Climat de la Haute-Marne.
En 2010, le climat de la commune est de type climat de montagne, selon une étude du Centre national de la recherche scientifique s'appuyant sur une série de données couvrant la période 1971-2000. En 2020, Météo-France publie une typologie des climats de la France métropolitaine dans laquelle la commune est exposée à un climat océanique altéré et est dans la région climatique Lorraine, plateau de Langres, Morvan, caractérisée par un hiver rude (1,5 °C), des vents modérés et des brouillards fréquents en automne et hiver.
Pour la période 1971-2000, la température annuelle moyenne est de 9,9 °C, avec une amplitude thermique annuelle de 16,5 °C. Le cumul annuel moyen de précipitations est de 964 mm, avec 13,6 jours de précipitations en janvier et 9,4 jours en juillet. Pour la période 1991-2020, la température moyenne annuelle observée sur la station météorologique de Météo-France la plus proche, « Bourdons_sapc », sur la commune de Bourdons-sur-Rognon à 9 km à vol d'oiseau, est de 10,0 °C et le cumul annuel moyen de précipitations est de 1 011,1 mm. 
La température maximale relevée sur cette station est de 40,1 °C, atteinte le 25 juillet 2019 ; la température minimale est de −22,1 °C, atteinte le 20 décembre 2009,,.
Les paramètres climatiques de la commune ont été estimés pour le milieu du siècle (2041-2070) selon différents scénarios d'émission de gaz à effet de serre à partir des nouvelles projections climatiques de référence DRIAS-2020. Ils sont consultables sur un site dédié publié par Météo-France en novembre 2022.

## Urbanisme

### Typologie
Au 1er janvier 2024, Andelot-Blancheville est catégorisée commune rurale à habitat dispersé, selon la nouvelle grille communale de densité à sept niveaux définie par l'Insee en 2022.
Elle est située hors unité urbaine. Par ailleurs la commune fait partie de l'aire d'attraction de Chaumont, dont elle est une commune de la couronne,. Cette aire, qui regroupe 112 communes, est catégorisée dans les aires de 50 000 à moins de 200 000 habitants,.

### Occupation des sols
L'occupation des sols de la commune, telle qu'elle ressort de la base de données européenne d’occupation biophysique des sols Corine Land Cover (CLC), est marquée par l'importance des territoires agricoles (53,2 % en 2018), une proportion sensiblement équivalente à celle de 1990 (54 %). La répartition détaillée en 2018 est la suivante : 
forêts (44 %), terres arables (37 %), prairies (14,9 %), zones urbanisées (2,5 %), zones agricoles hétérogènes (1,2 %), milieux à végétation arbustive et/ou herbacée (0,3 %). L'évolution de l’occupation des sols de la commune et de ses infrastructures peut être observée sur les différentes représentations cartographiques du territoire : la carte de Cassini (XVIIIe siècle), la carte d'état-major (1820-1866) et les cartes ou photos aériennes de l'IGN pour la période actuelle (1950 à aujourd'hui).

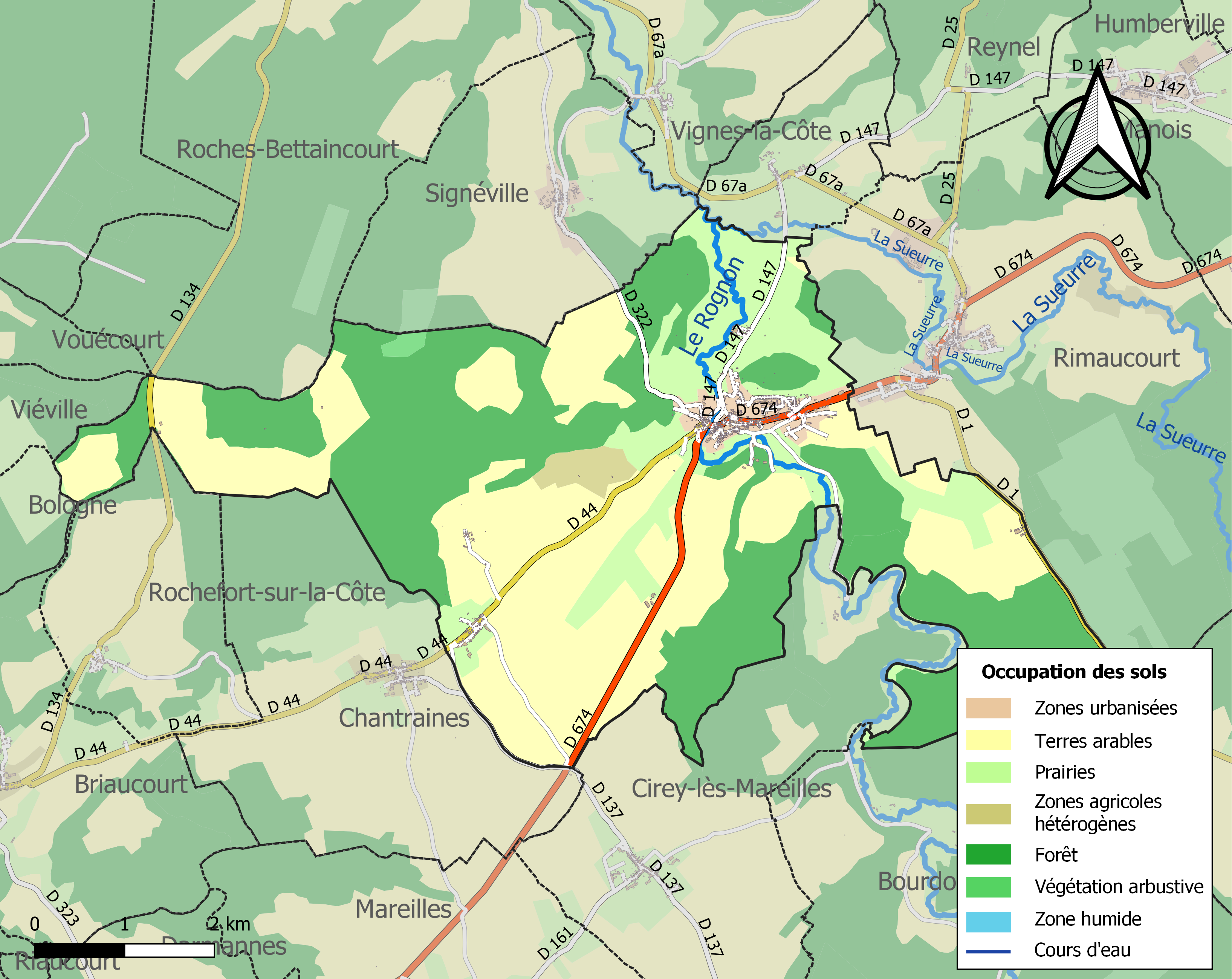
Carte des infrastructures et de l'occupation des sols de la commune en 2018 (CLC).

## Toponymie
Andelot est attesté sous les formes Andelao (époque mérovingienne) ; Andelaus (VIe siècle) ; Andelaum (VIII-IXe siècle) ; Andelo (1134) ; Andelaudum (1140) ; Andelou (1193) ; Andelot (1276-1278) ; Andelot-soubz-Montéclaire (1684).

Andelot est attesté Andelao chez Grégoire de Tours en 575. Il s'agit probablement d'un nom gaulois ou gallo-romain composé de ande « devant, en dessous » et louko (P.H. Billy) ou lucu « bois ». On pourra le rapprocher de Andelu dans les Yvelines (M. Morvan)[réf. nécessaire]. 
Blancheville attesté sous la forme Villa Nova (« Ville neuve ») en 1155  a pris le nom de Blanche de Navarre, comtesse de Champagne, en 1220 sous les formes Blainche Vile (vers 1252) ; Blanche Ville (1268) ; Blaincheville (1275) ; Aubeville (1276-78) ; Blanca Villa (XIVe siècle) ; Alba Villa (1436) ; Blancheville (1548).

## Histoire
Au Néolithique final (1300 ans av. J.C.), une très importante nécropole mégalithique fut édifiée sur une colline au nord-ouest du bourg actuel. Au moins cent tumuli sont construits les uns à côté des autres dans un espace funéraire de 1 500 mètres de longueur. Certains tumuli comportent dans leur structure des coffres mégalithiques. La nécropole inclut aussi un dolmen, nommé la « pierre qui tourne », qui a été restauré dans les années 1970. Le site a été fréquenté jusqu'au Moyen Âge.

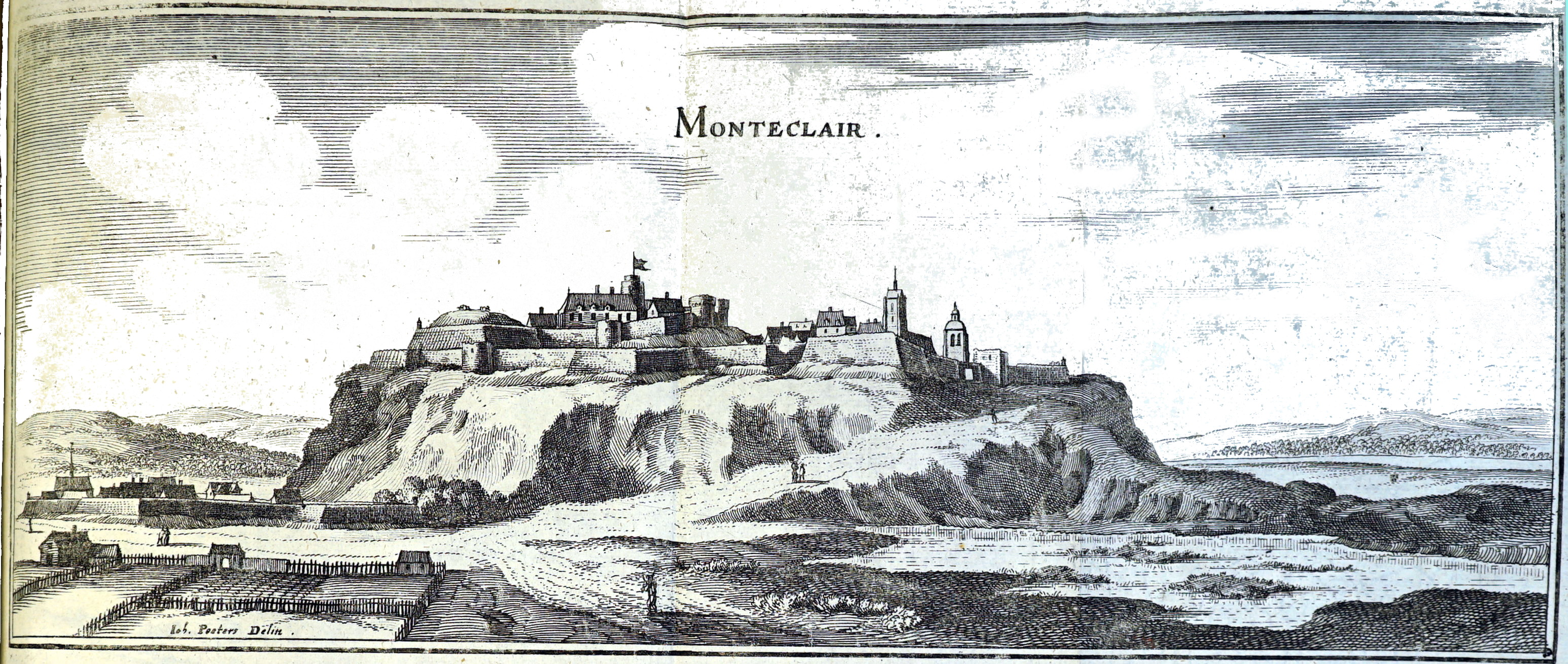
Le château de Montéclair, dessin extrait du Topographia Galliæ datant du milieu du XVIIe siècle.

Au sommet du village, le nom de « Cour des Trois Rois » perpétue le souvenir du traité d'Andelot qui fut signé à Andelot le vendredi 28 novembre 587 entre les rois Francs Gontran, Childebert II et leurs leudes et où les deux rois se partagèrent la succession de Caribert et garantirent aux leudes la possession viagère de leurs fiefs.
Au début du XIIIe siècle, le comte de Champagne Thibaut IV acquiert Andelot et sa colline pour y bâtir une forteresse qu'il nomme Montéclair,.

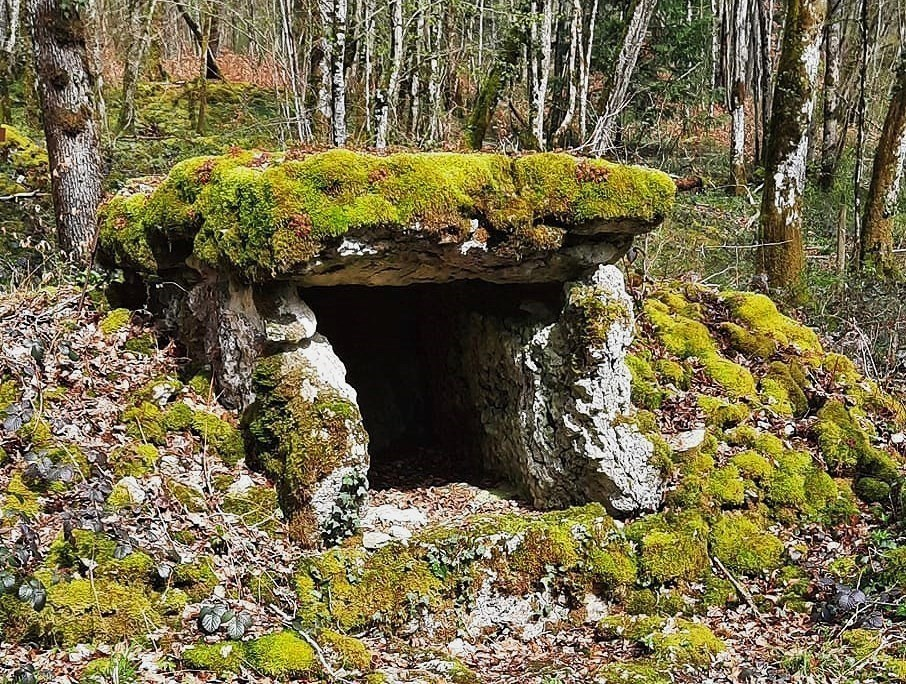
Dolmen de la nécropole de Fort Bévaux.
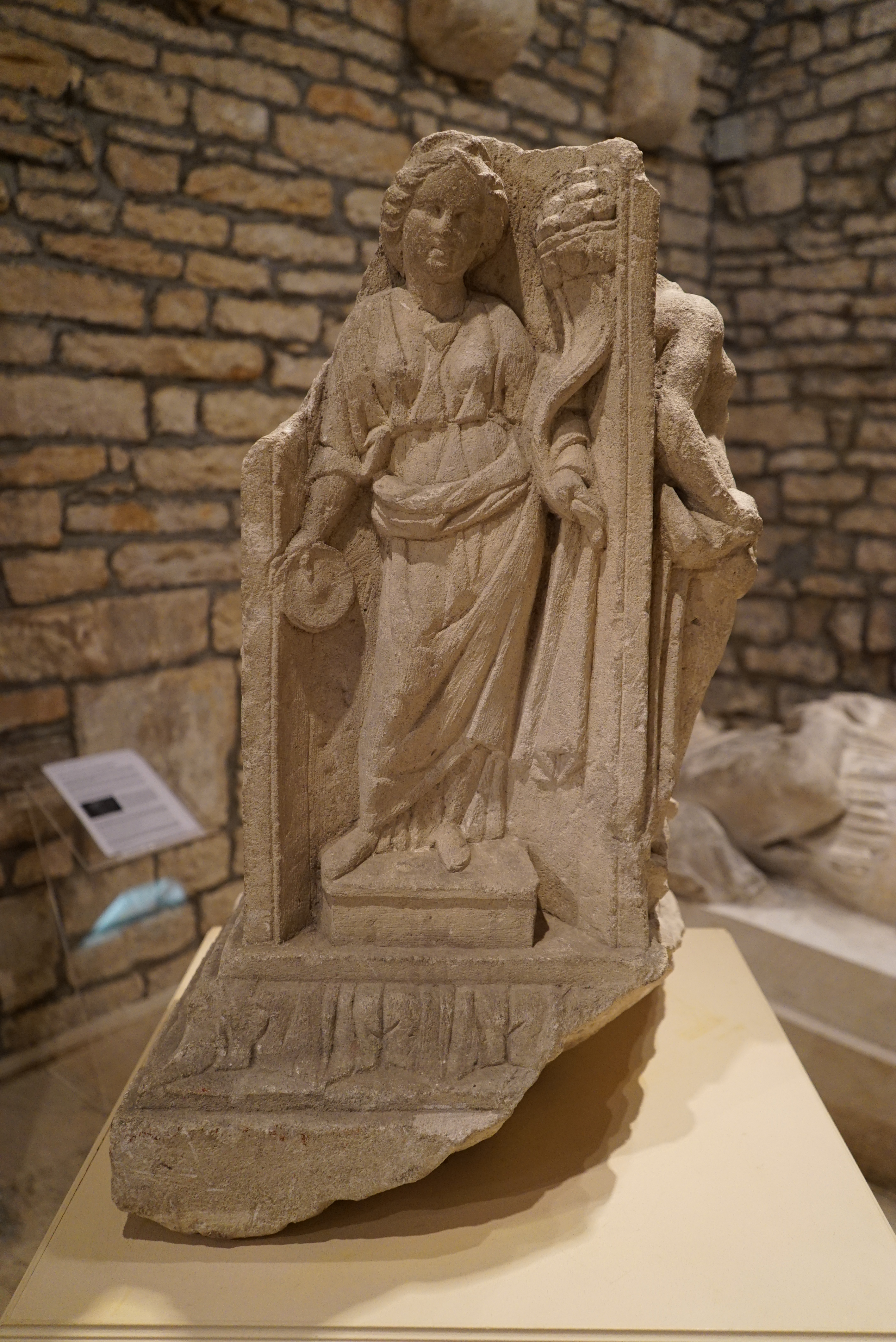
Pilier trouvé à Andelot, conservé au Musée d'art et d'histoire de Chaumont

Le 12 septembre 1944, Andelot est le théâtre d'une bataille de chars remportée par la 2e division blindée du général Leclerc sur les blindés allemands, dans son avancée vers Strasbourg. Les Allemands ont 200 morts et 800 prisonniers,.
La commune d'Andelot absorbe celle de Blancheville en 1973, pour former l'actuelle Andelot-Blancheville.

## Politique et administration
| Période    | Période  | Identité             | Étiquette | Qualité      |
| ---------- | -------- | -------------------- | --------- | ------------ |
| avant 1981 | ?        | Marcel Geoffroy      |           |              |
| ?          | ?        | Eugène Benoist       |           | Notaire      |
| mars 2014  | En cours | Marie-France Joffroy | SE        | Pharmacienne |

## Population et société

### Démographie

#### Évolution démographique
L'évolution du nombre d'habitants est connue à travers les recensements de la population effectués dans la commune depuis 1793. Pour les communes de moins de 10 000 habitants, une enquête de recensement portant sur toute la population est réalisée tous les cinq ans, les populations de référence des années intermédiaires étant quant à elles estimées par interpolation ou extrapolation. Pour la commune, le premier recensement exhaustif entrant dans le cadre du nouveau dispositif a été réalisé en 2008.

En 2022, la commune comptait 831 habitants, en évolution de −4,92 % par rapport à 2016 (Haute-Marne : −4,62 %, France hors Mayotte : +2,11 %).
| 1793 | 1800 | 1806 | 1821 | 1831 | 1836 | 1841 | 1846 | 1851  |
| ---- | ---- | ---- | ---- | ---- | ---- | ---- | ---- | ----- |
| 832  | 845  | 879  | 819  | 967  | 943  | 992  | 994  | 1 077 |

| 1856  | 1861  | 1866  | 1872  | 1876  | 1881  | 1886 | 1891  | 1896 |
| ----- | ----- | ----- | ----- | ----- | ----- | ---- | ----- | ---- |
| 1 012 | 1 107 | 1 600 | 1 015 | 1 014 | 1 008 | 959  | 1 009 | 949  |

| 1901 | 1906 | 1911 | 1921 | 1926 | 1931 | 1936 | 1946 | 1954 |
| ---- | ---- | ---- | ---- | ---- | ---- | ---- | ---- | ---- |
| 922  | 863  | 851  | 757  | 793  | 775  | 700  | 676  | 771  |

| 1962 | 1968 | 1975 | 1982  | 1990  | 1999  | 2006 | 2008 | 2013 |
| ---- | ---- | ---- | ----- | ----- | ----- | ---- | ---- | ---- |
| 855  | 874  | 916  | 1 044 | 1 024 | 1 004 | 944  | 926  | 882  |

| 2018 | 2022 | - | - | - | - | - | - | - |
| ---- | ---- | - | - | - | - | - | - | - |
| 865  | 831  | - | - | - | - | - | - | - |

## Héraldique
| Armes de Andelot-Blancheville | Les armes de Andelot-Blancheville se blasonnent ainsi : Parti, au 1er de Navarre, au 2e de Champagne, au chef d'azur chargé d'une rose d'or accompagné de deux fleurs de lys du même. |

## Lieux et monuments
- Abbaye royale Saint-Nicolas de Septfontaines.

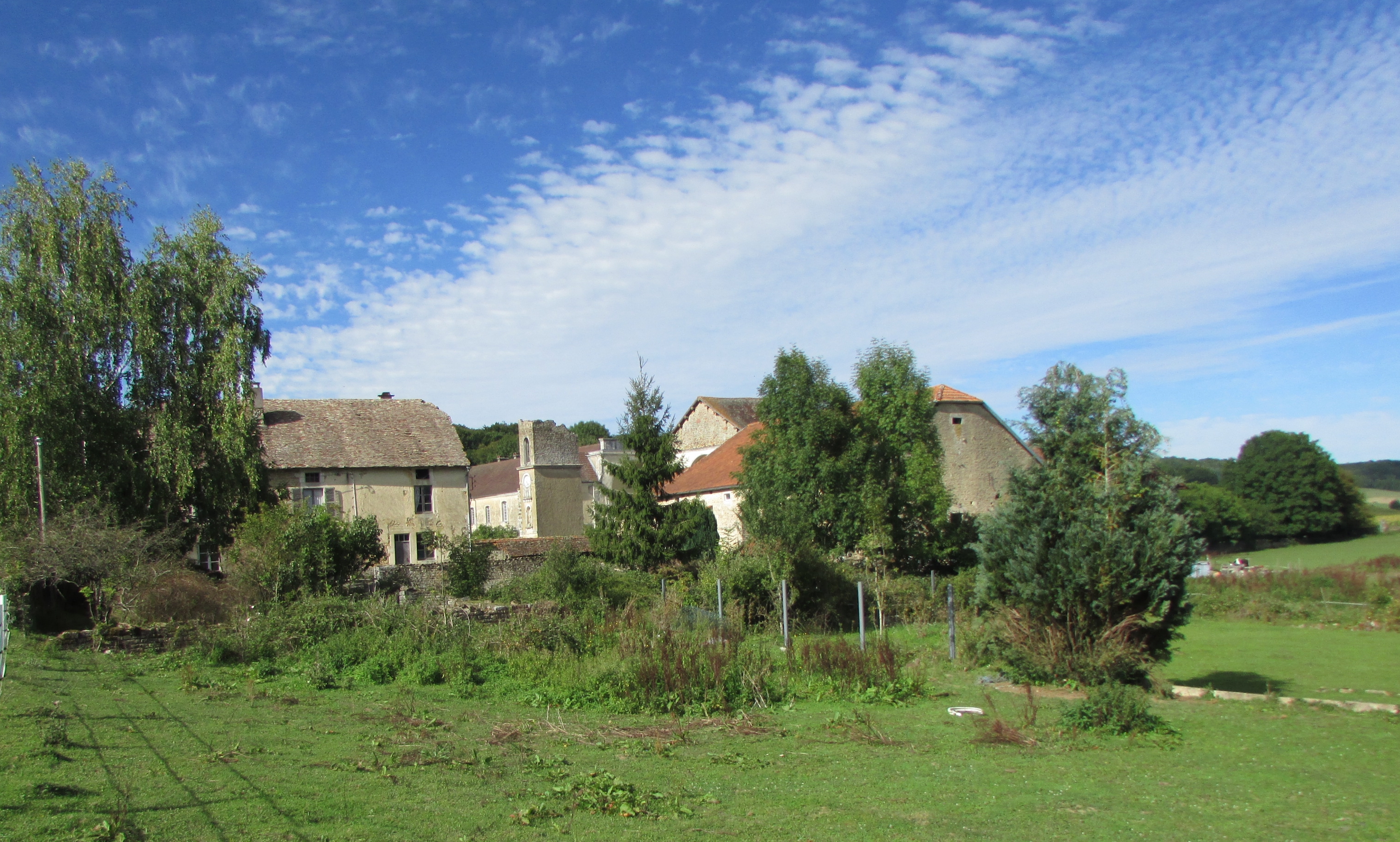
Vue générale
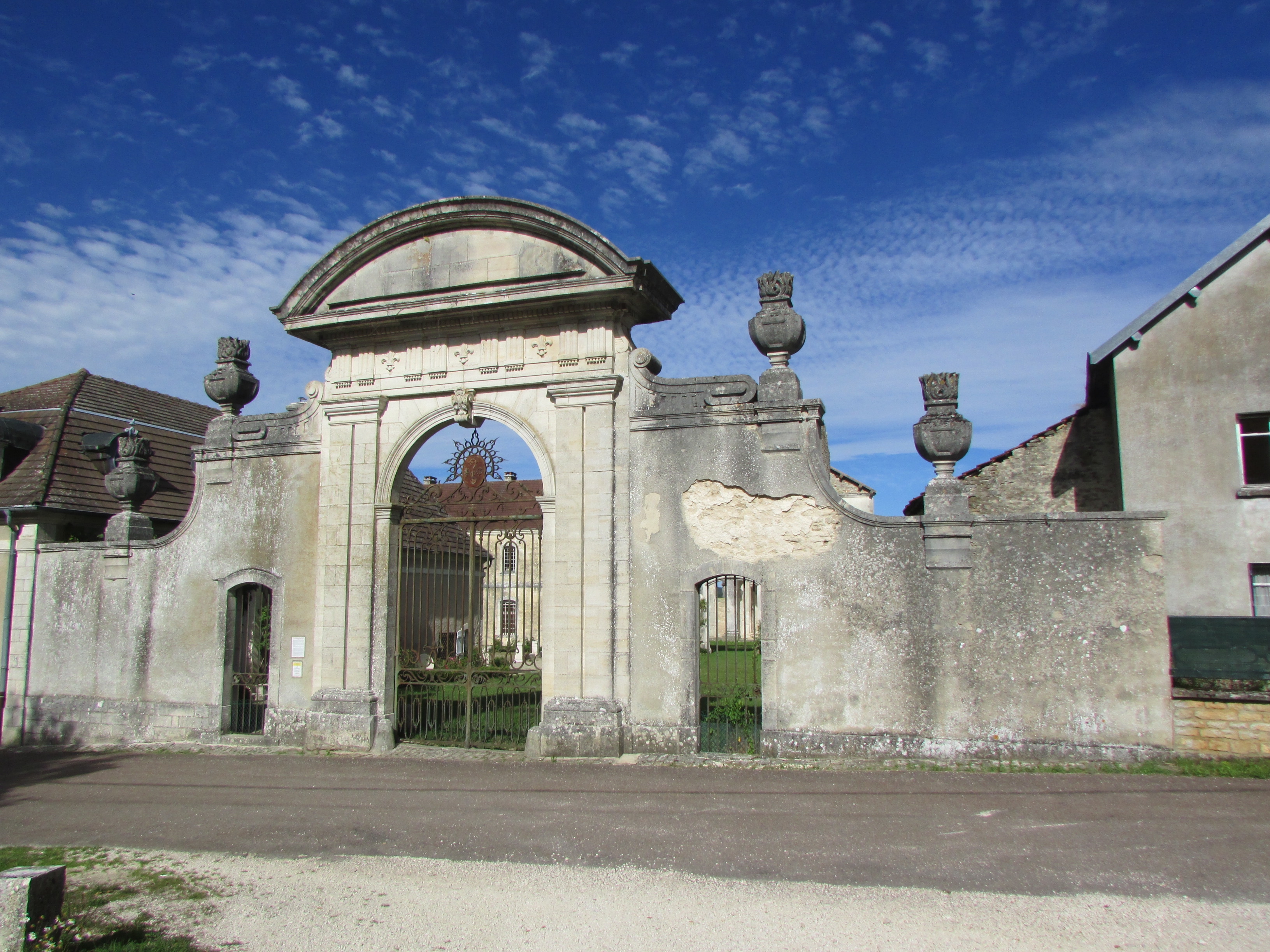
Le portail.
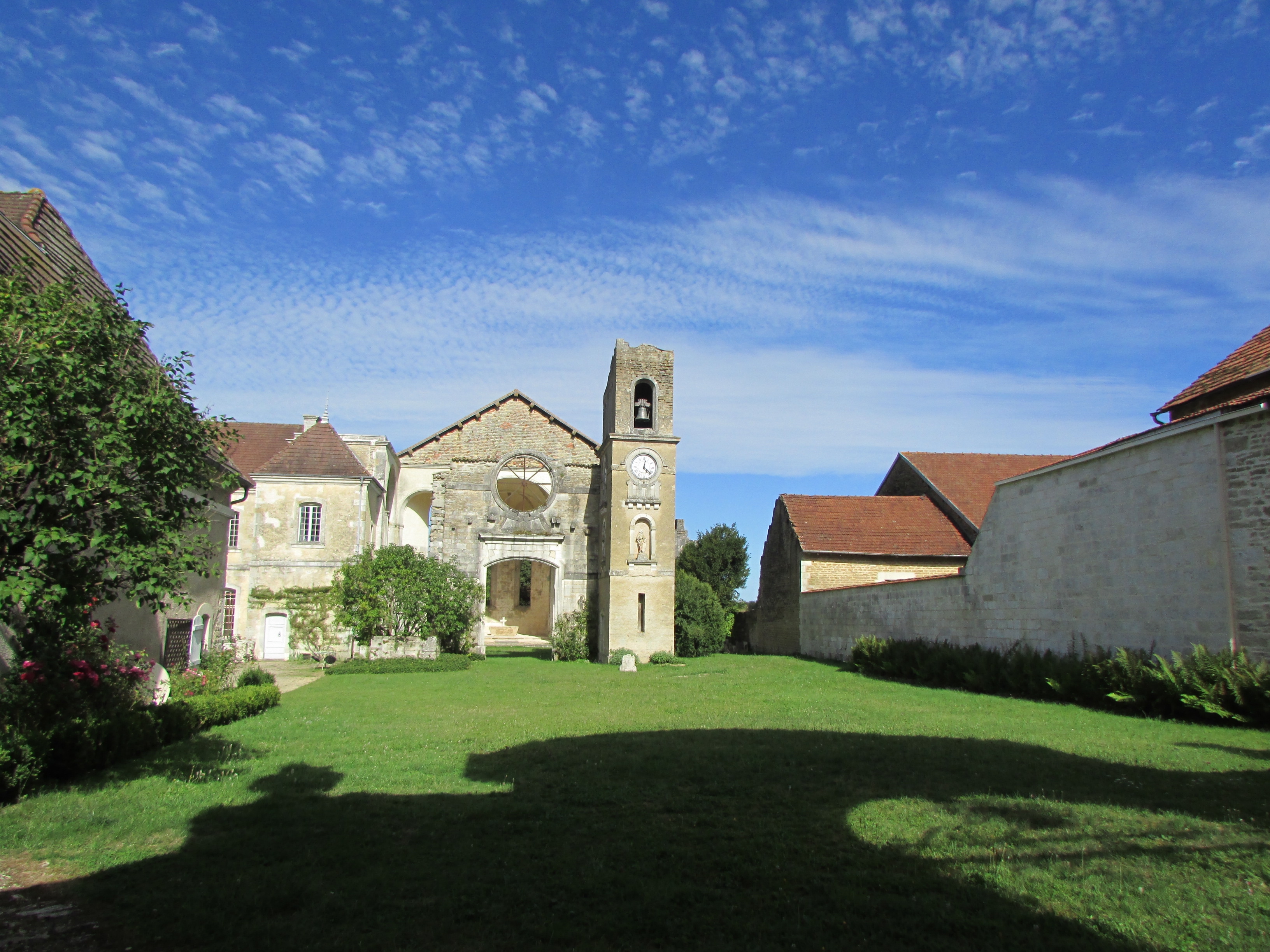
La cour intérieure.
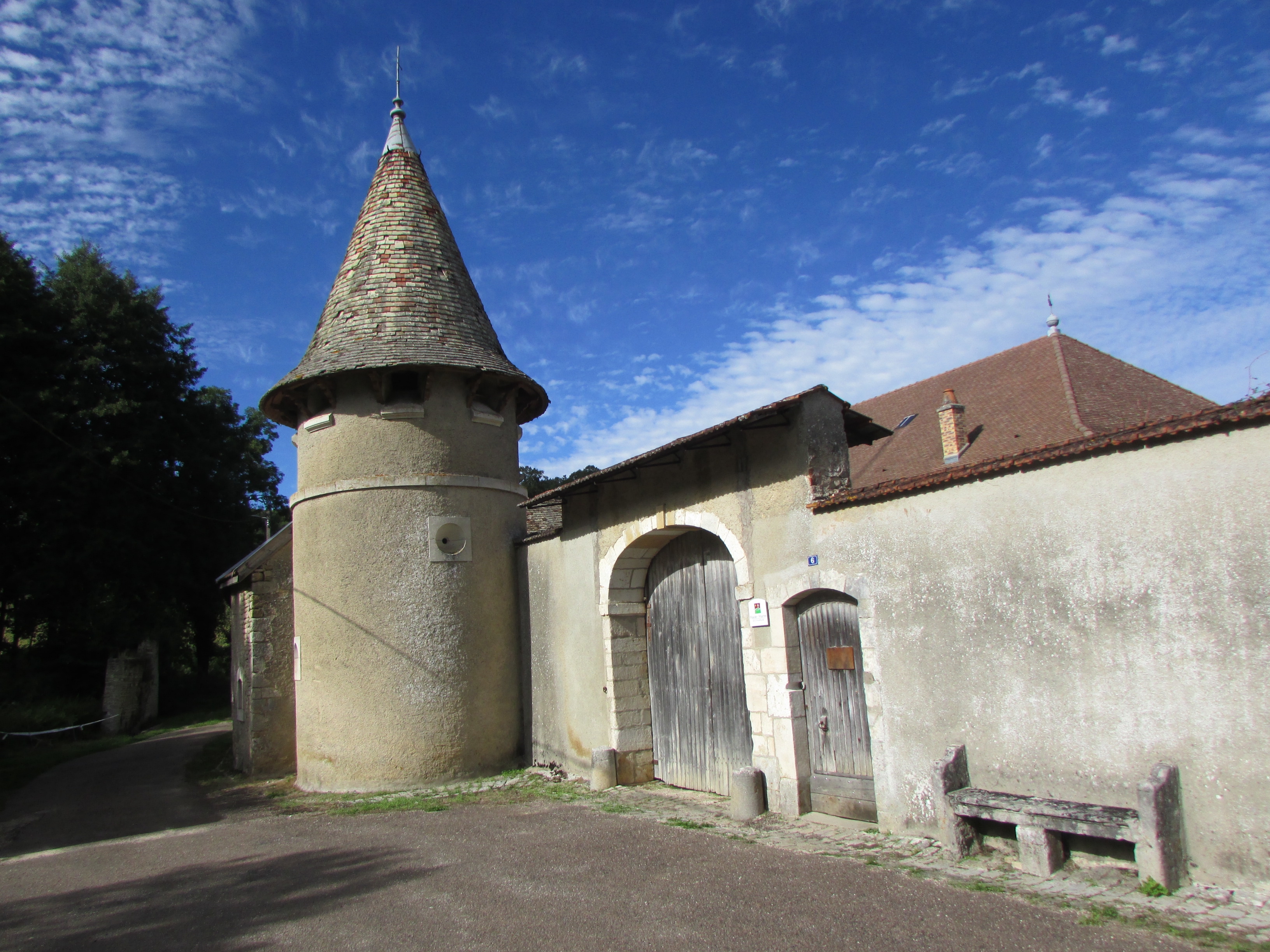
Le colombier.

- Andelot.

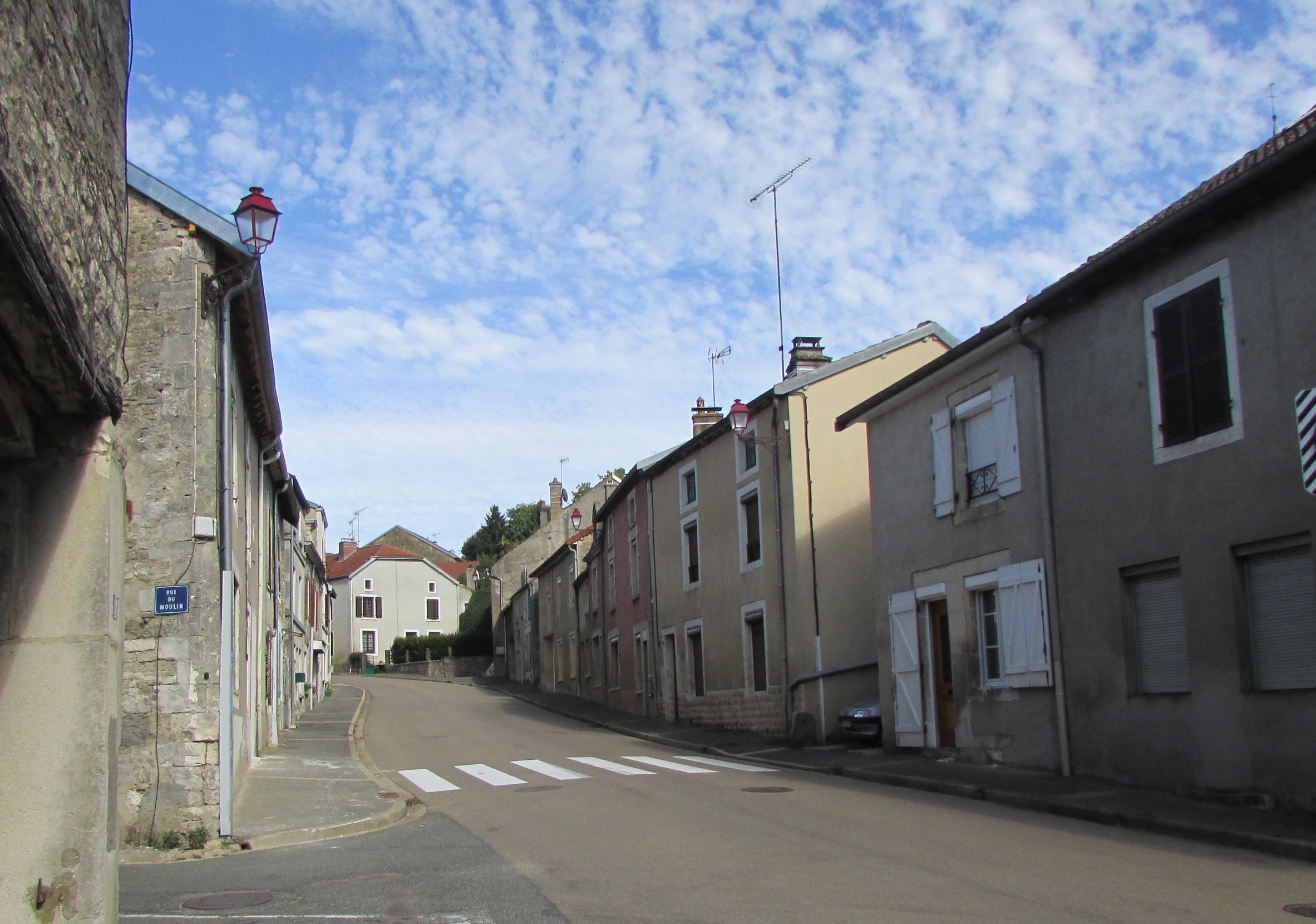
La rue principale.
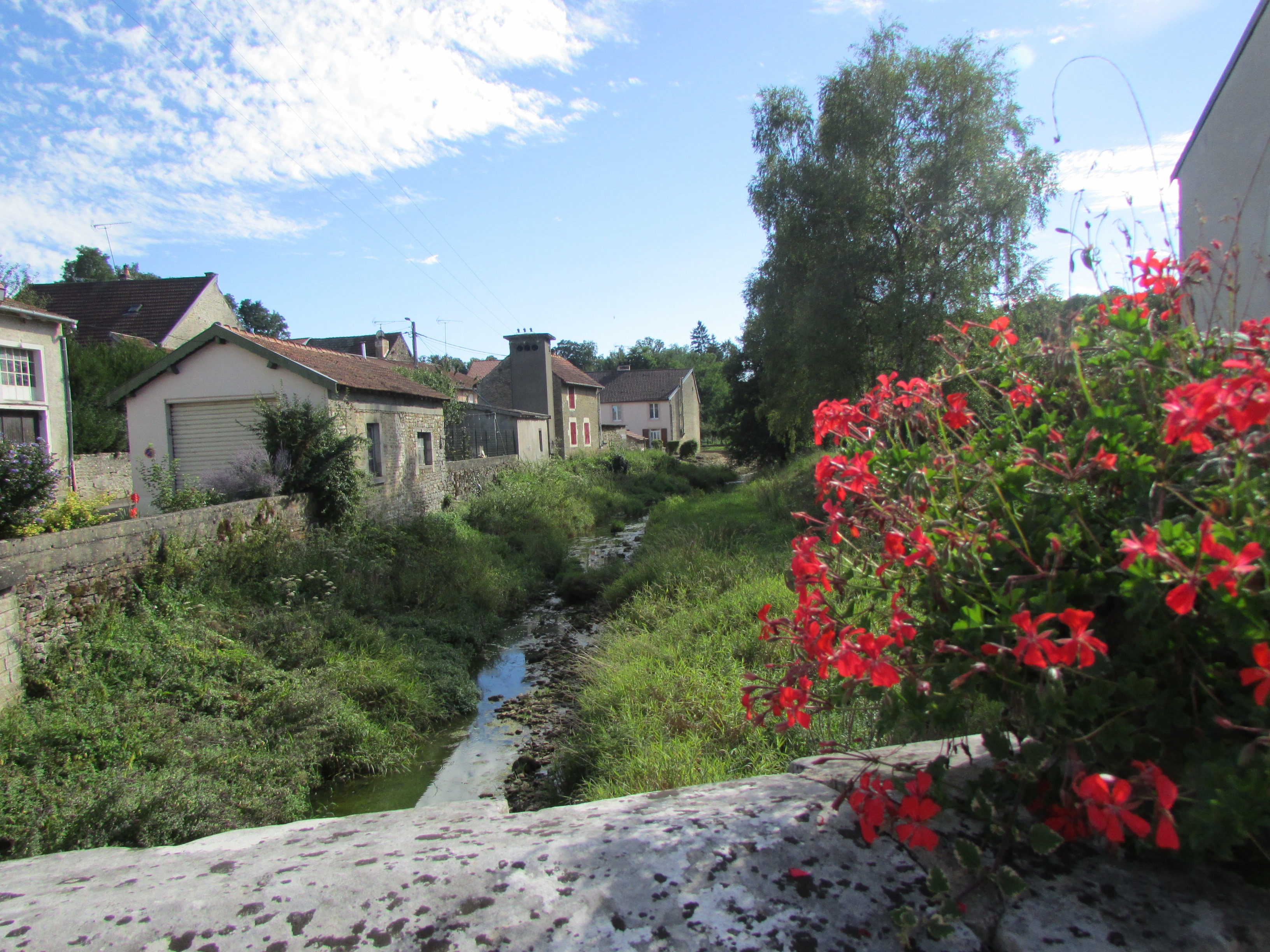
Le Rognon.
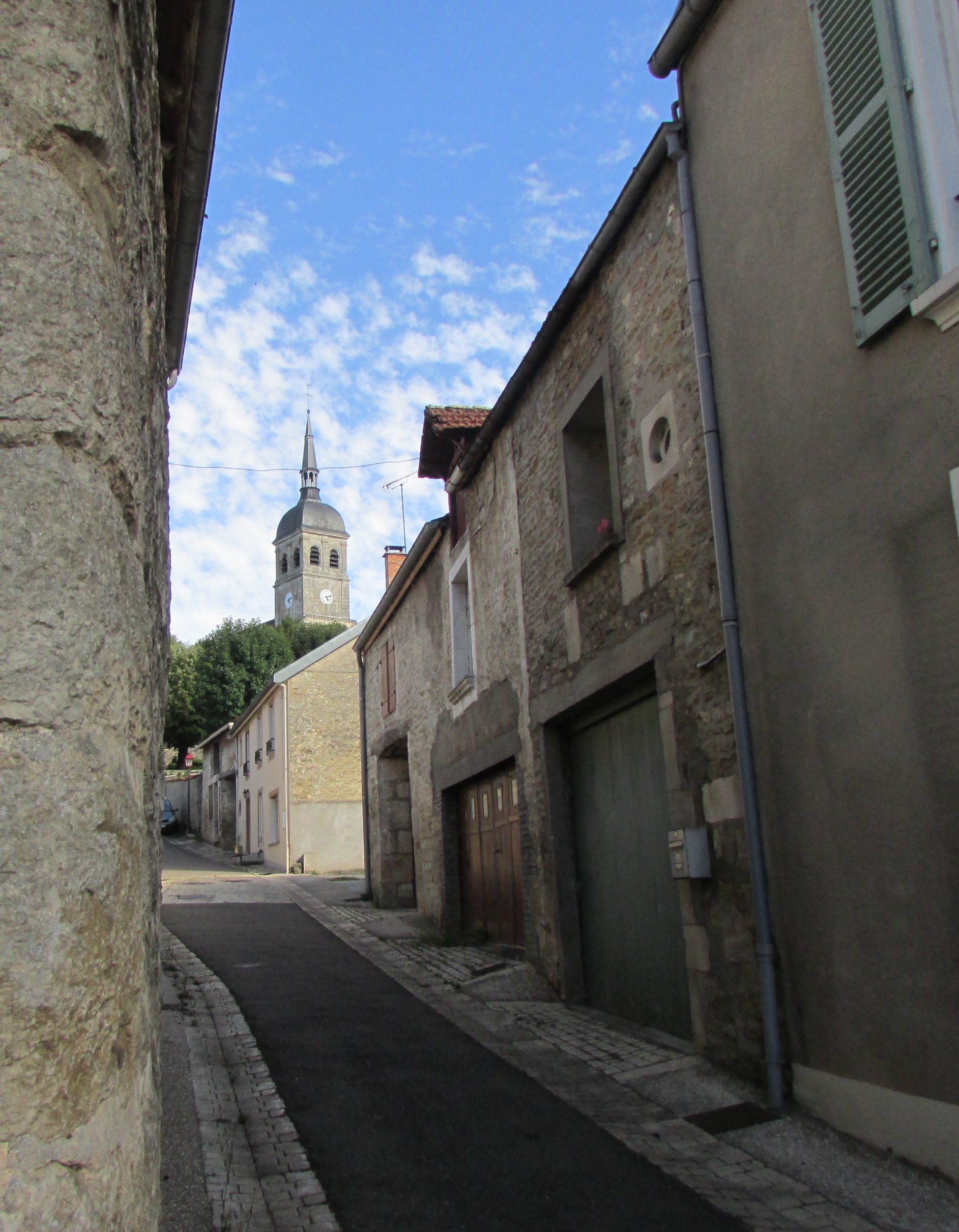
La ruelle de l'église.
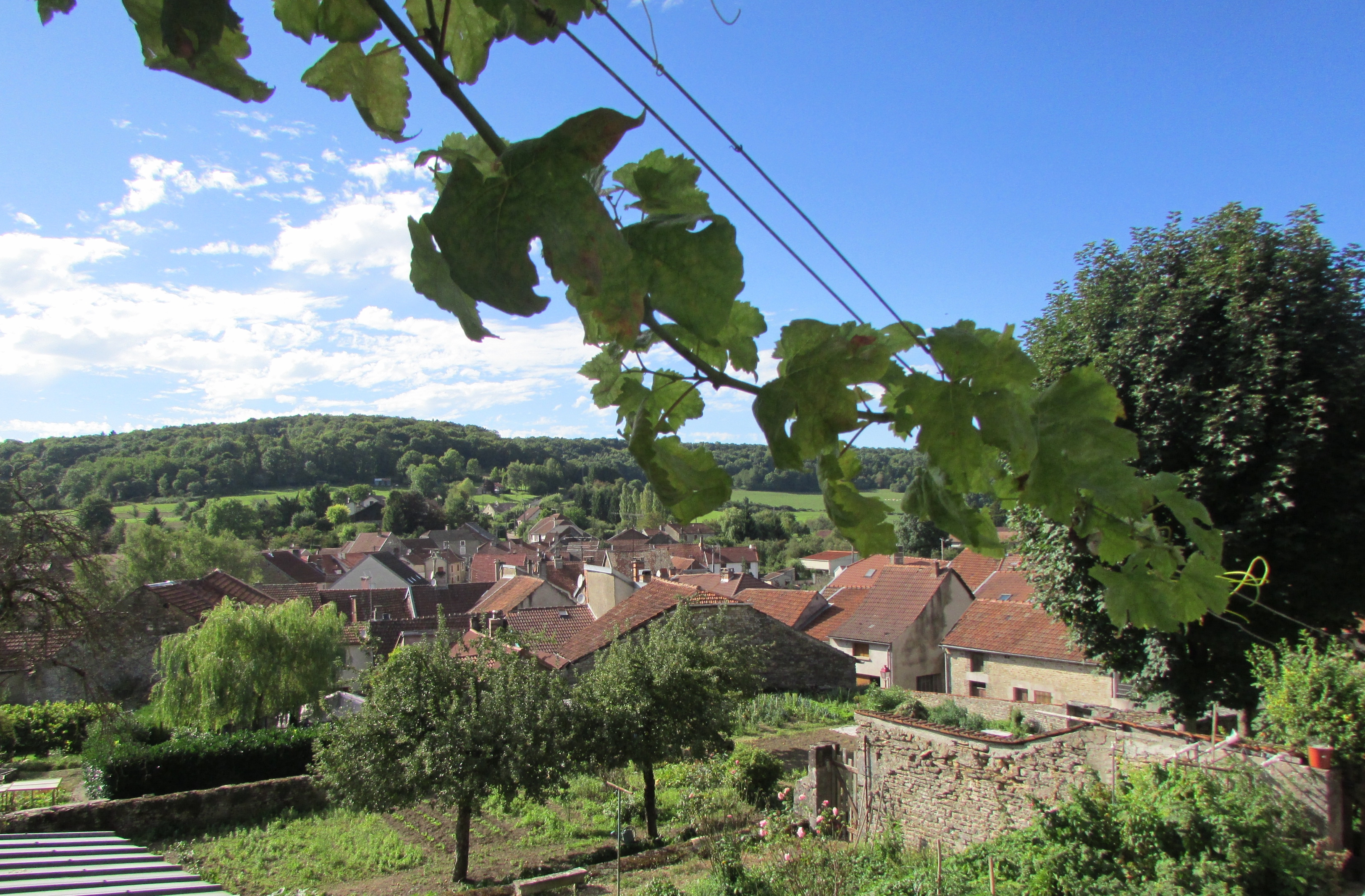
Vue générale.

- Église Saint-Louvent d'Andelot.

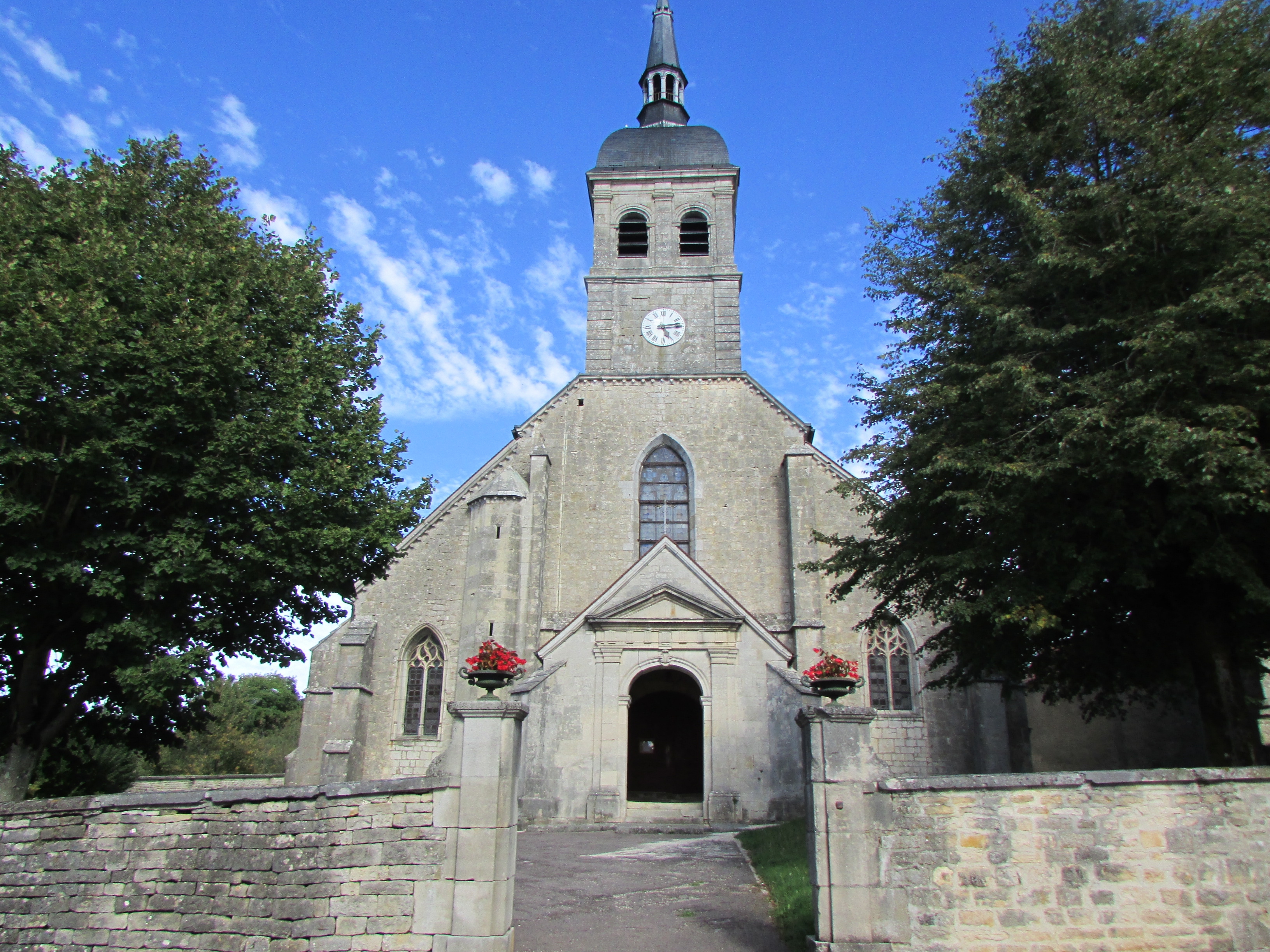
L'église.
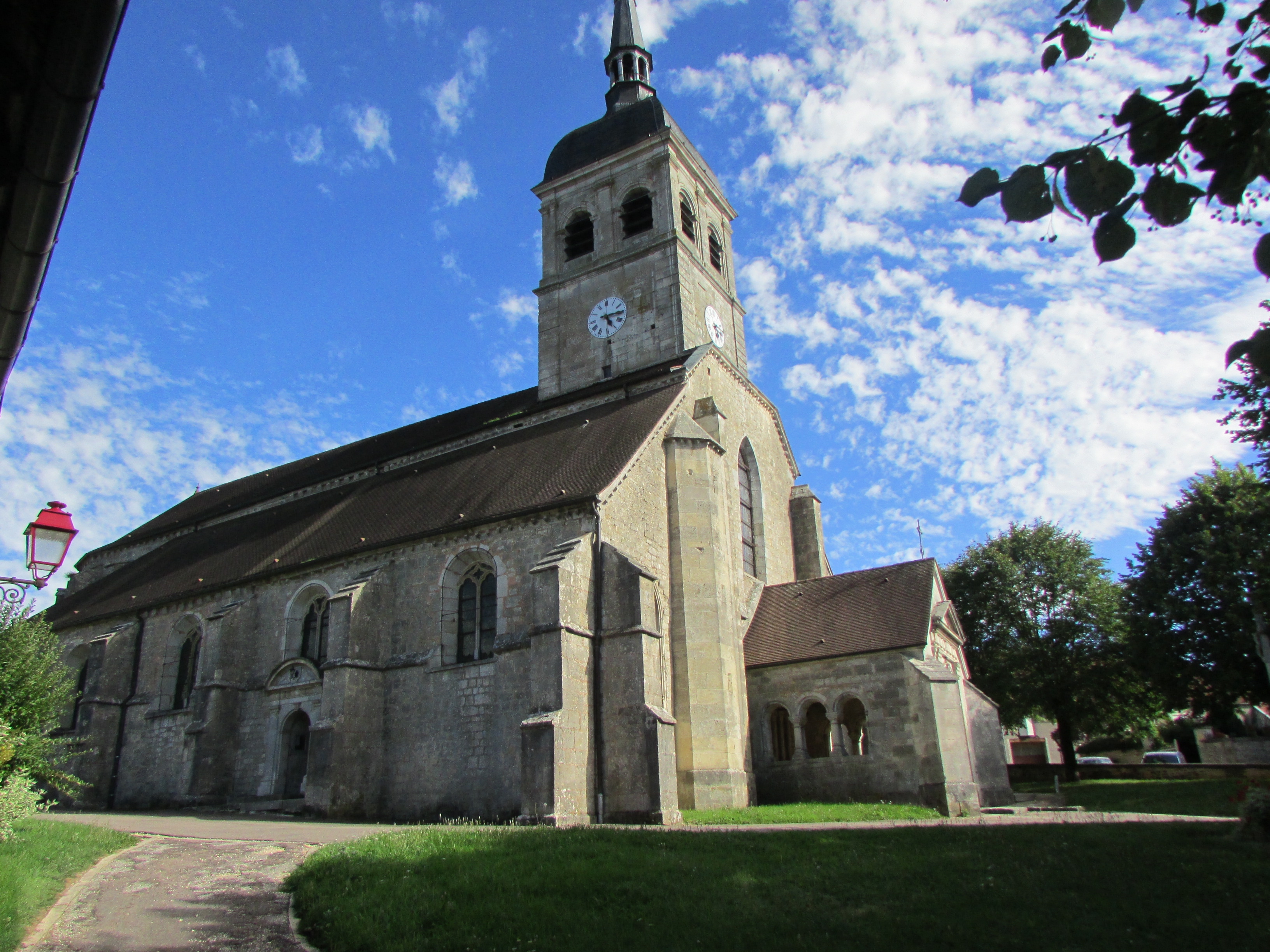
L'église.
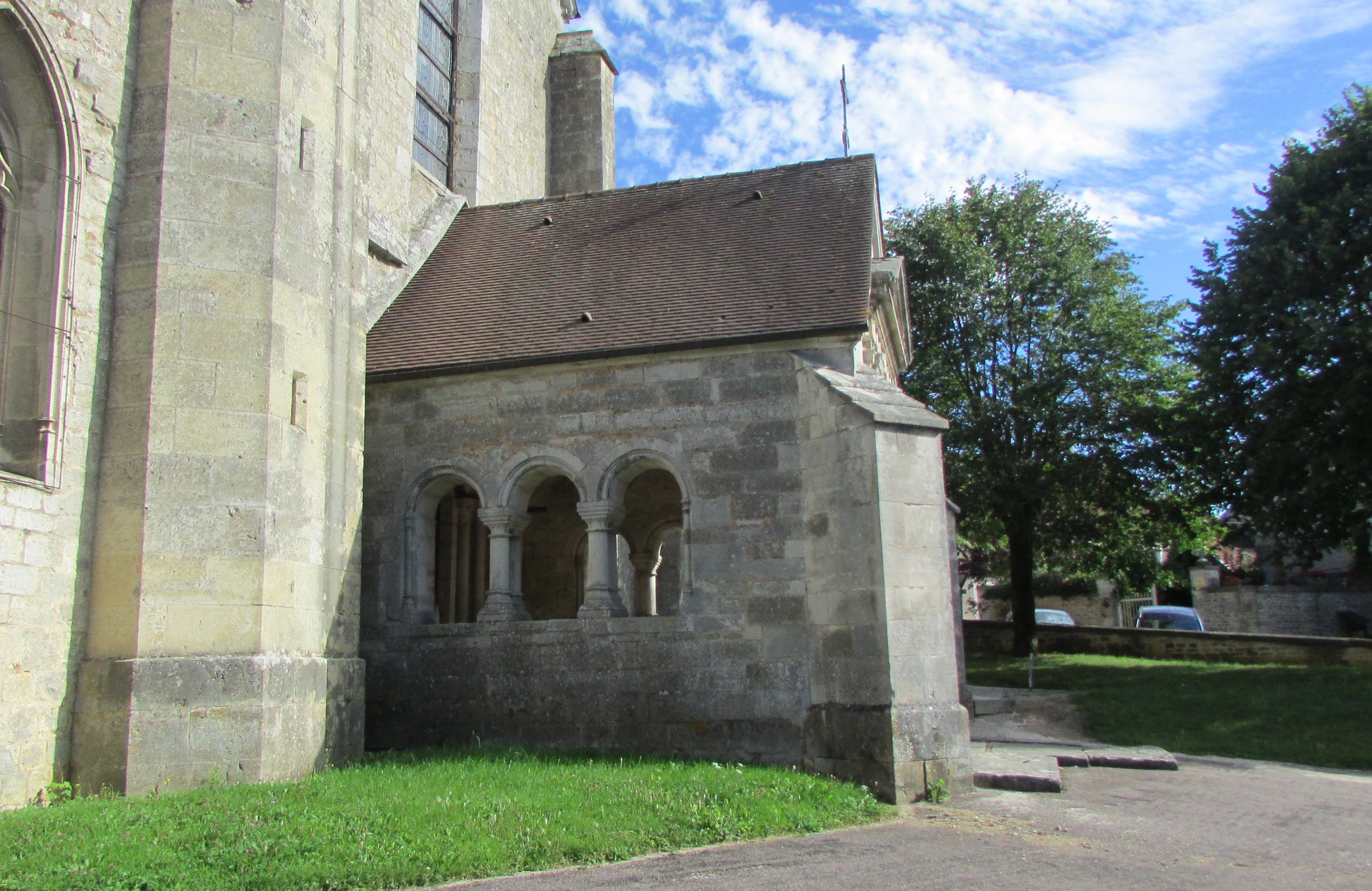
Le porche couvert de l'église.

- Blancheville.

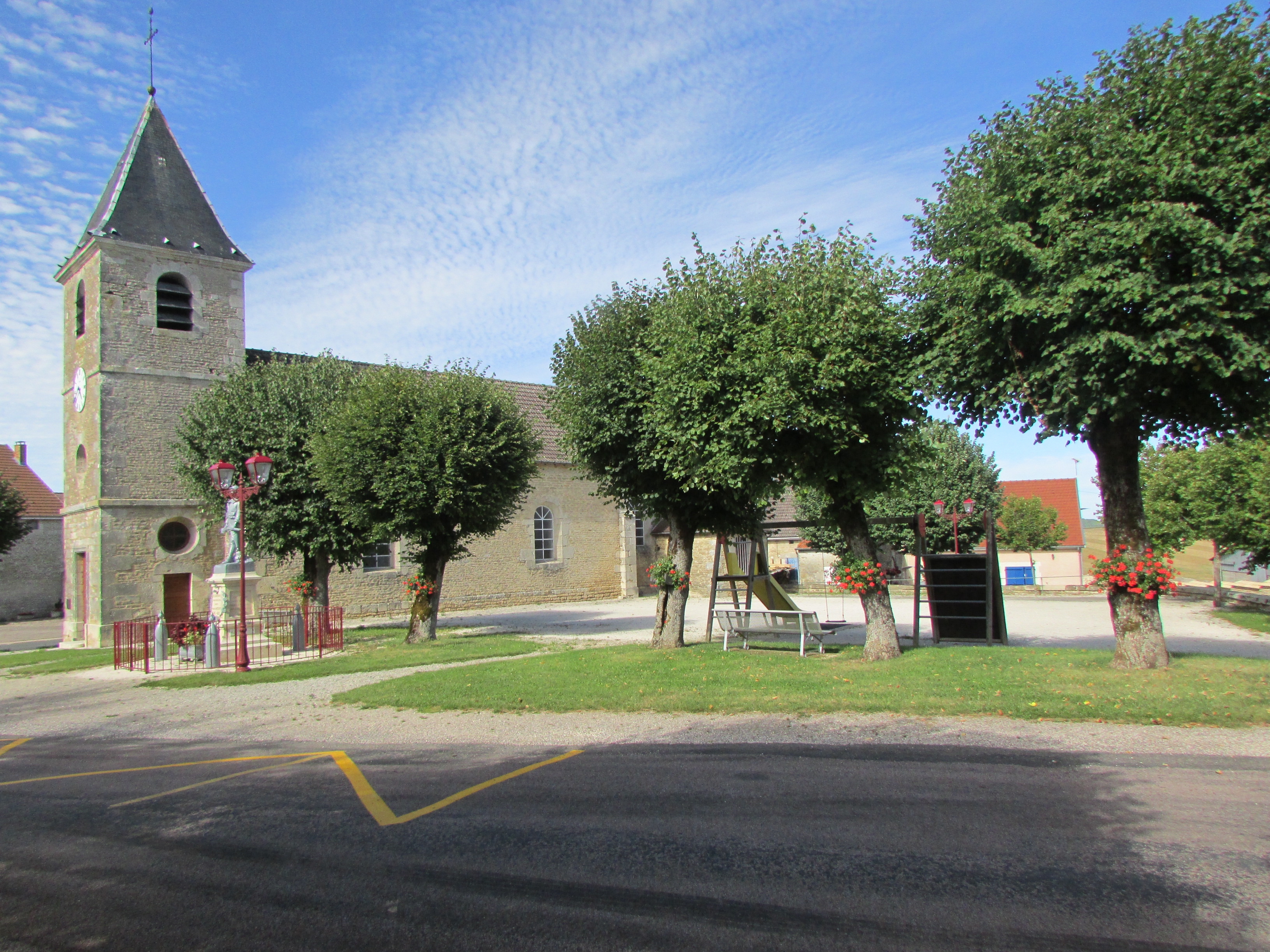
L'église.
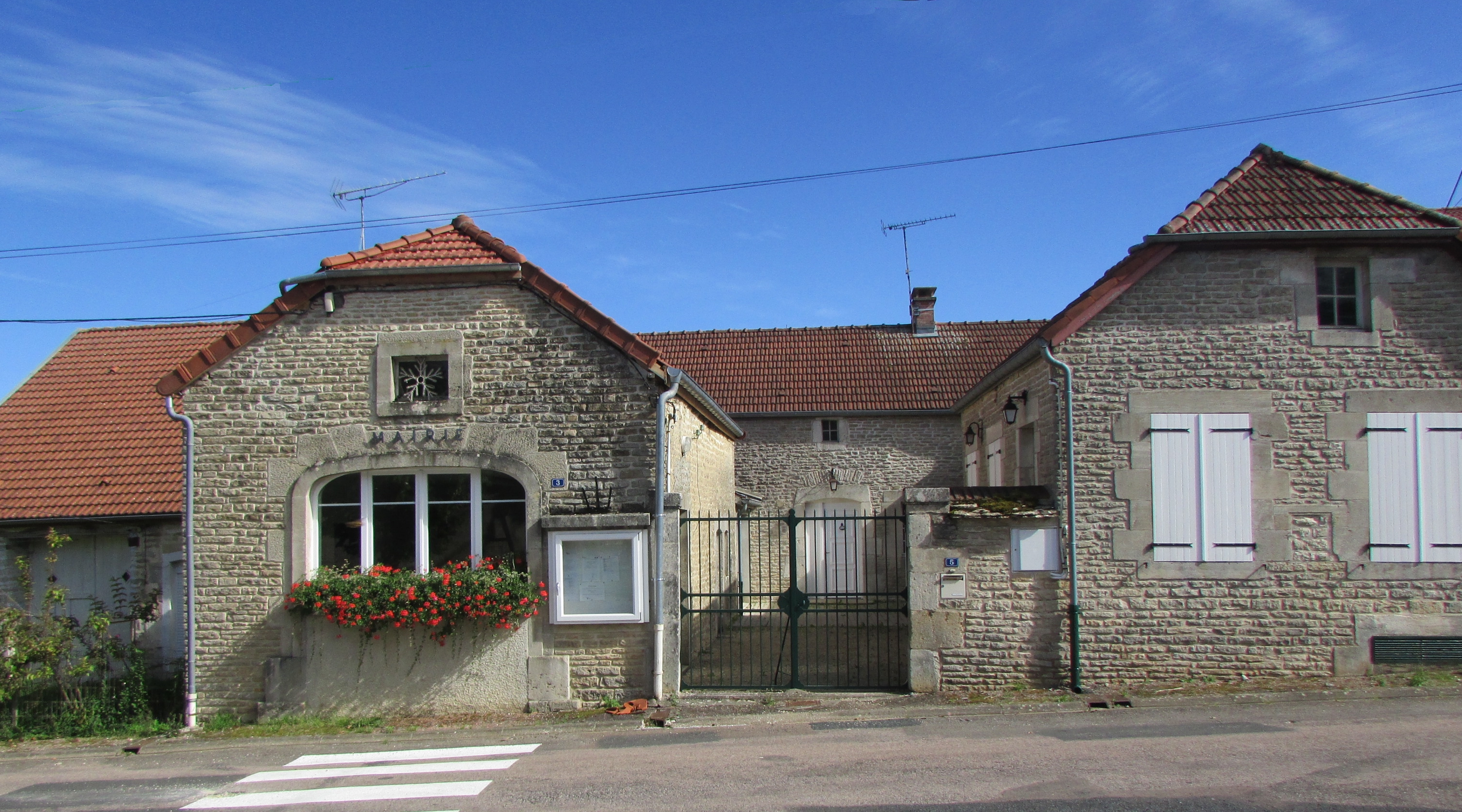
La mairie.
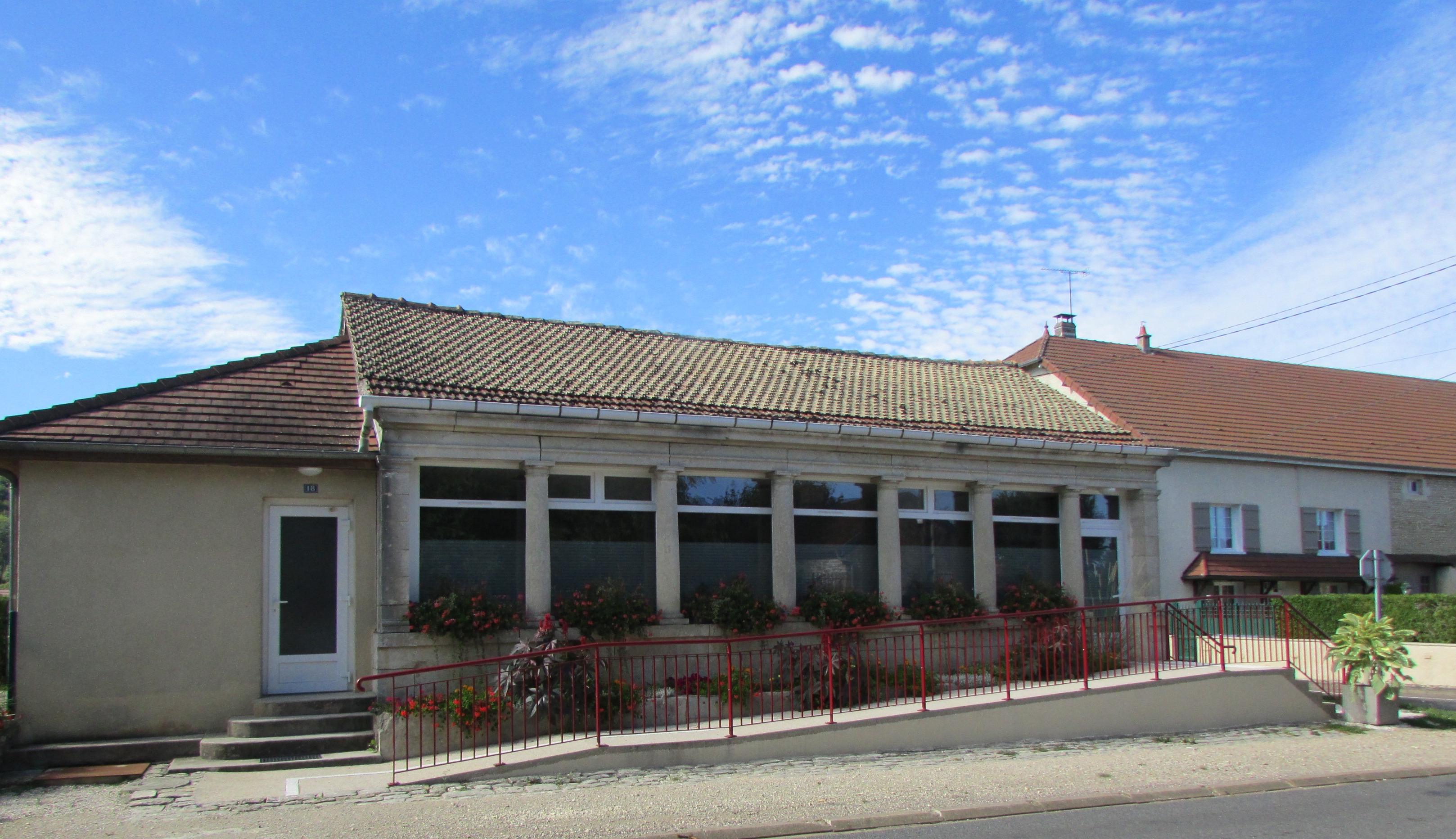
L'ancien lavoir.
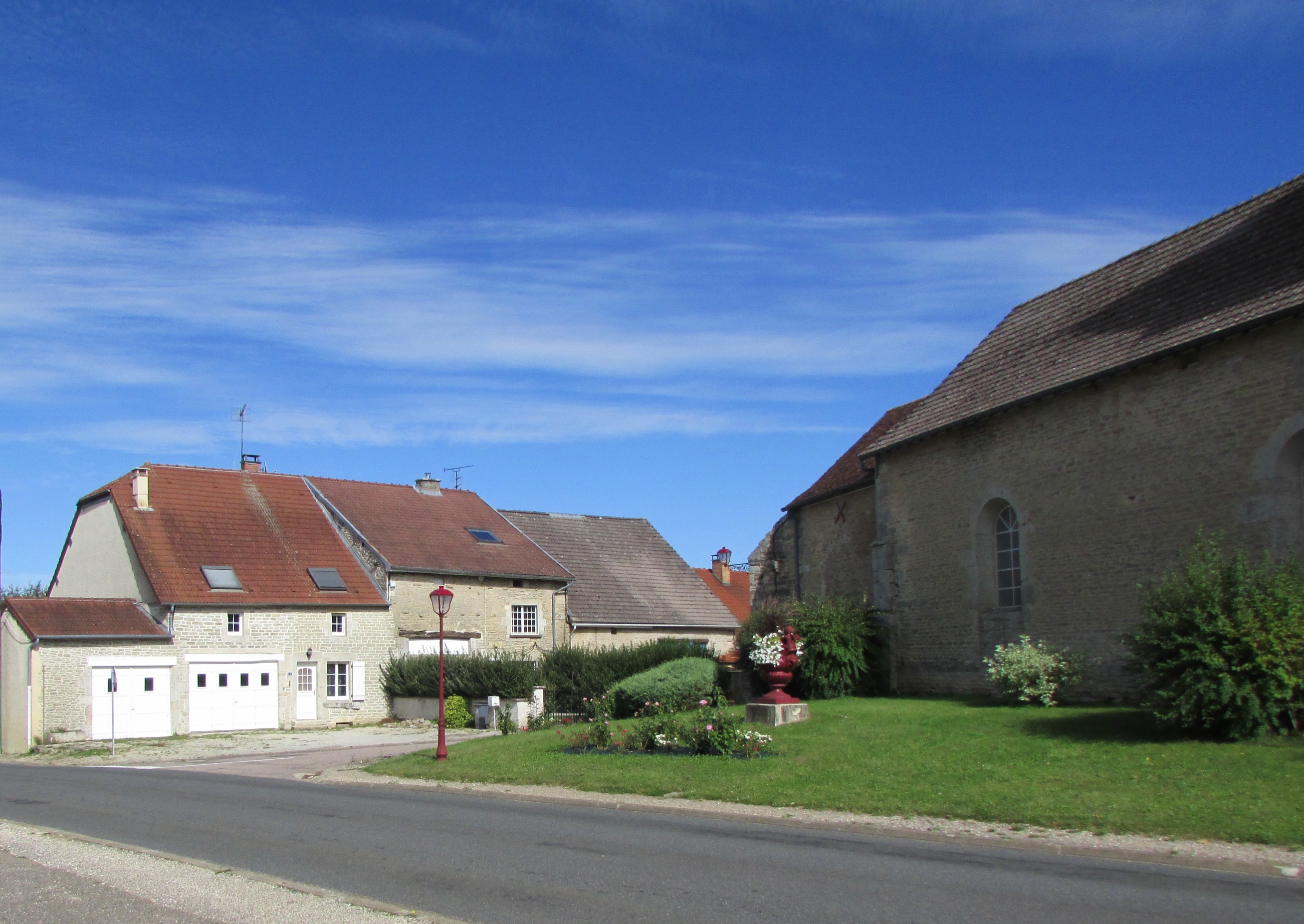
La place de l'église.

## Personnalités liées à la commune
- Michel Pignolet de Montéclair (1667-1713), musicien.
- François de Baussancourt (1742-1795), général des armées de la République, destitué le 13 juillet 1793 en raison de son appartenance à la noblesse.
- Jean Poirot (1873-1924), phonéticien français.
- Germaine Perrin de la Boullaye (1875-1939), une des premières archéologues françaises.
- Élisabeth Collot (1903-2016), supercentenaire, doyenne des Français pendant 2 mois.